# بيتر فريدمان
بيتر فريدمان (بالإنجليزية: Peter Friedman)‏ (من مواليد 24 أبريل 1949) هو ممثل مسرحي وسينمائي وتلفزيوني أمريكي.